# GPR179
G protein spregnuti receptor 179 je protein koji je kod ljudi kodiran GPR179 genom.

## Klinički značaj
Mutacije ovog gena su deo uzroka kongenitalne stacionarne noćne slepoće.

## Literatura
- Bjarnadóttir TK, Fredriksson R, Schiöth HB (2006). „The gene repertoire and the common evolutionary history of glutamate, pheromone (V2R), taste(1) and other related G protein-coupled receptors.”. Gene. 362: 70—84. PMID 16229975. doi:10.1016/j.gene.2005.07.029.
- Zody MC; Garber M; Adams DJ;  . (2006). „DNA sequence of human chromosome 17 and analysis of rearrangement in the human lineage.”. Nature. 440 (7087): 1045—9. PMC 2610434 . PMID 16625196. doi:10.1038/nature04689.